# 三十里堡街道
三十里堡街道，是中华人民共和国辽宁省大連市金州区下辖的一个乡镇级行政单位。

## 行政区划
三十里堡街道下辖以下地区：
民盛社区、卫国社区、红果社区、山嘴社区、老虎社区、梨树沟社区、四道河子社区、东升社区、宝石山社区、东山后社区、东三十里社区、西三十里社区、西山后社区、北乐社区、宫家社区、四十里社区、老爷庙社区、北房身社区、三道湾社区和青岛社区。